# CD O’Higgins
Club Deportivo O’Higgins – chilijski klub piłkarski z siedzibą w mieście Rancagua. Mecze u siebie drużyna rozgrywa na oddanym do użytku w 1945 roku stadionie Estadio El Teniente mogącym pomieścić 22000 widzów.

## Historia
Klub założony został 7 kwietnia 1955 roku i gra obecnie w pierwszej lidze chilijskiej.

## Osiągnięcia

### Krajowe
- Primera División

| zwycięstwo (1):     | 2013 (A) |
| drugie miejsce (1): | 2012 (A) |

- Copa Chile

| zwycięstwo (0):     | –          |
| drugie miejsce (2): | 1983, 1994 |

- Supercopa de Chile

| zwycięstwo (1):     | 2014 |
| drugie miejsce (0): | –    |

## Aktualny skład klubu
stan z sierpnia 2012
| Nr | Poz. | Piłkarz             |
| -- | ---- | ------------------- |
| 1  | BR   | Roberto González    |
| 2  | PO   | Braulio Leal        |
| 3  | OB   | Bastián San Juan    |
| 4  | OB   | Benjamín Vidal      |
| 5  | OB   | Julio Barroso       |
| 6  | PO   | César Fuentes       |
| 7  | PO   | Luis Pedro Figueroa |
| 8  | OB   | Yerson Opazo        |
| 9  | NA   | Pablo Calandria     |
| 10 | NA   | Guillermo Suárez    |
| 11 | PO   | Santiago Lizana     |
| 12 | BR   | Felipe Ochagavía    |
| 13 | PO   | Gonzalo Barriga     |
| 14 | PO   | Claudio Meneses     |
| 15 | PO   | Cristián Cuevas     |
| 16 | PO   | Osmán Huerta        |

| Nr | Poz. | Piłkarz              |
| -- | ---- | -------------------- |
| 17 | NA   | Sebastián Céspedes   |
| 18 | OB   | René Bugueño         |
| 19 | NA   | Carlos Escobar       |
| 20 | PO   | Rodrigo Rojas        |
| 21 | PO   | Boris Sagredo        |
| 22 | OB   | Mariano Uglessich    |
| 23 | PO   | Roberto Órdenes      |
| 24 | OB   | Alejandro López      |
| 25 | BR   | Eduardo Miranda      |
| 26 | NA   | Saúl Flores          |
| 27 | OB   | Cristhian Venegas    |
| 28 | NA   | Cristian Araya       |
| 29 | OB   | Tomás Lizana         |
| 30 | PO   | Lucas Acosta         |
| 31 | BR   | Luis Marín (kapitan) |
| 32 | OB   | Joaquín Cerezo       |

### Znani piłkarze w historii klubu
- Clarence Acuña (wychowanek)
- Eliseo Insfrán (1968)
- Federico Vairo